# 格利尼齊
49°56′23″N 23°7′23″E / 49.93972°N 23.12306°E
格利尼齊（烏克蘭語：Глиниці），是烏克蘭的村落，位於該國西部利沃夫州，由亞沃里夫區負責管轄，始建於1435年，面積2.03平方公里，海拔高度232米，2001年人口1,375，人口密度每平方公里677.34人。